# Анрі Кадо
Анрі Кадо (фр. Henri Cado, 15 серпня 1903, Генруе — 3 червня 1979, Париж) — французький політичний діяч, префект Верхніх Альп у 1939 році та заступник директора національної поліції, призначений на цю посаду у квітні 1942 року П'єром Лавалем. Права рука Рене Буске, залишався на цій посаді до грудня 1943 року, коли його змінив Андре Пармантьє.
У 1951 році очолив Центр, відомий як «Вулиця де Пентьєвр», відповідальний за «з'єднання» між роботодавцями та певними політичними партіями. Залишався на цій посаді до зникнення цього виборчого офісу в 1963 році.